# Zámčisko (Wysoki Jesionik)
Zámčisko (historyczna nazwa niem. Schlöfsl Kuppen) – szczyt o wysokości 1325 m n.p.m. (podawana jest też wysokość 1323,0 m n.p.m.) w paśmie górskim Wysokiego Jesionika (cz. Hrubý Jeseník), w północno-wschodnich Czechach, w Sudetach Wschodnich, na Morawach, w obrębie gminy Loučná nad Desnou, oddalony o około 3,8 km na południowy zachód od szczytu góry Pradziad (cz. Praděd). Rozległość szczytu wraz ze stokami (powierzchnia stoków) szacowana jest na około 0,7 km², a średnie nachylenie wszystkich stoków wynosi około 16°.

## Charakterystyka
Zámčisko (podobnie jak np. Velký Děd) z uwagi na nieprzekraczającą minimalną wysokość pomiędzy szczytem i najniższym punktem przełęczy (minimalna deniwelacja względna) w kierunku szczytu Velký Máj (min. 5 m) nie jest przez niektórych autorów zaliczony jako odrębna góra. Traktowany raczej jako wydłużenie stoku góry Velký Máj.

### Lokalizacja

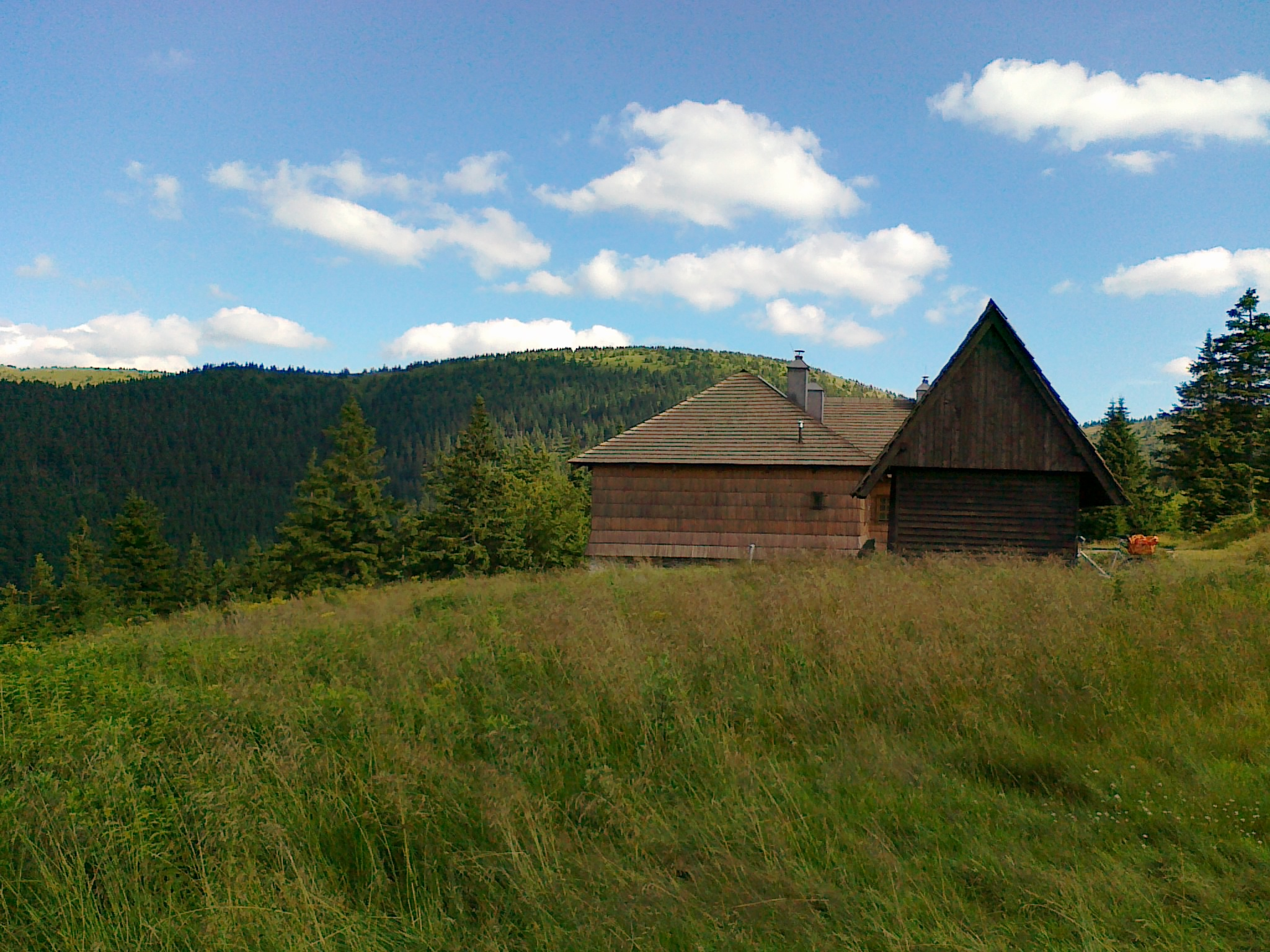
Widok na szczyty Zámčisko i Velký Máj oraz chatę Františkova myslivna (2017 rok)

Szczyt Zámčisko położony jest nieco na południe od centrum pasma Wysokiego Jesionika, leżący niemalże w centrum części Wysokiego Jesionika (mikroregionie) o nazwie Masyw Pradziada (cz. Pradědská hornatina), dopiętym od północy do grzbietu (grzebienia) głównego góry Pradziad, biegnącego od przełęczy Skřítek do przełęczy Červenohorské sedlo, z grzbietem bocznym na którym położone są jego dwa szczyty drugorzędne. Jest szczytem słabo widocznym m.in. z drogi okalającej połać szczytową góry Pradziad (widoczny nieco poniżej pomiędzy szczytami Velký Máj i Jelení hřbet, ale łatwo go pomylić z drugorzędnym szczytem Zámčisko–S), a z innego charakterystycznego punktu widokowego – z drogi okalającej szczyt góry Dlouhé stráně jest również trudno dostrzegalny (widoczny poniżej przełęczy pomiędzy szczytami Velký Máj i Kamzičník, a powyżej szczytu Malá Jezerná). Cały grzbiet masywu Zámčisko jest bardzo dobrze widoczny m.in. z okolicy chaty Františkova myslivna.
Szczyt wraz ze stokami ograniczają: od południa mało wybitna przełęcz o wysokości 1322 m n.p.m. w kierunku szczytu Velký Máj, od zachodu dolina potoku Zámecký potok oraz od północy i północnego wschodu dolina potoku Divoká Desná, płynącego w żlebie Medvědí důl. W otoczeniu szczytu Zámčisko znajdują się następujące szczyty: od południa Velký Máj, od południowego zachodu Jelení hřbet, od północnego zachodu: Hubertka, Velká Jezerná–J i Nad soutokem, od północnego wschodu Petrovy kameny i Vysoká hole–JZ oraz od wschodu Kamzičník.

### Szczyt główny
Bezpośrednio na sam szczyt główny nie prowadzi żaden szlak turystyczny. Połać szczytowa znajduje się wśród znacznego przerzedzenia boru świerkowego, na skraju polany pokrytej m.in. bardzo popularną rośliną występującą w paśmie Wysokiego Jesionika, a mianowicie borówką czarną. Połać szczytowa jest punktem widokowym (widać z niej m.in. wieżę na szczycie góry Pradziad). Na połaci szczytowej nie ma punktu geodezyjnego . Warto dodać, że szczyt oznaczony tylko na szczegółowych mapach. Państwowy urząd geodezyjny o nazwie (cz. Český úřad zeměměřický a katastrální (CÚZK)) w Pradze podaje jako najwyższy punkt – szczyt – o wysokości 1324,5 m n.p.m. i współrzędnych geograficznych (50°03′06,3″N 17°12′38,1″E/50,051750 17,210583). 
Dojście do szczytu następuje ze ścieżki głównej grzbietu góry Pradziad i czerwonego szlaku turystycznego . Idąc z przystanku turystycznego Vysoká hole w kierunku skrzyżowania turystycznego Nad Malým kotlem, napotkamy na szczyt Kamzičník, od którego należy przebyć odcinek o długości około 300 m, a następnie należy skręcić w prawo na biegnącą ścieżkę, po której należy przejść odcinek o długości około 1,25 km dochodząc w ten sposób do połaci szczytowej, po czym orientacyjnie po około 100 m idąc z tej ścieżki w prawo dojdziemy do szczytu. Z uwagi jednak na ochronę cennego ekosystemu całego utworzonego tu rezerwatu przyrody dojście na szczyt nie jest zalecane.

### Szczyty drugorzędne

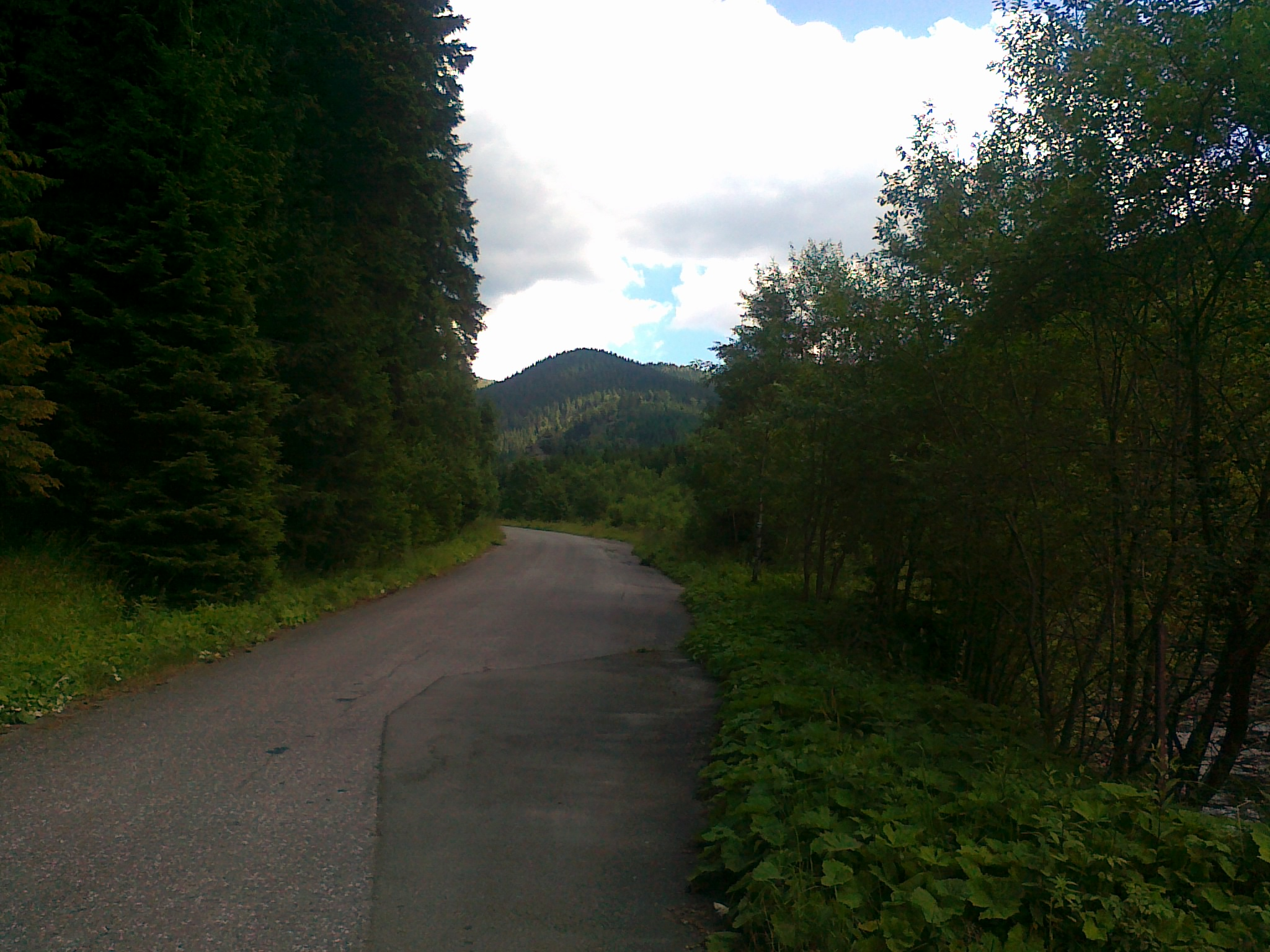
Widok z zielonego szlaku turystycznego, w kierunku drugorzędnego szczytu Zámčisko–S (2013 rok)

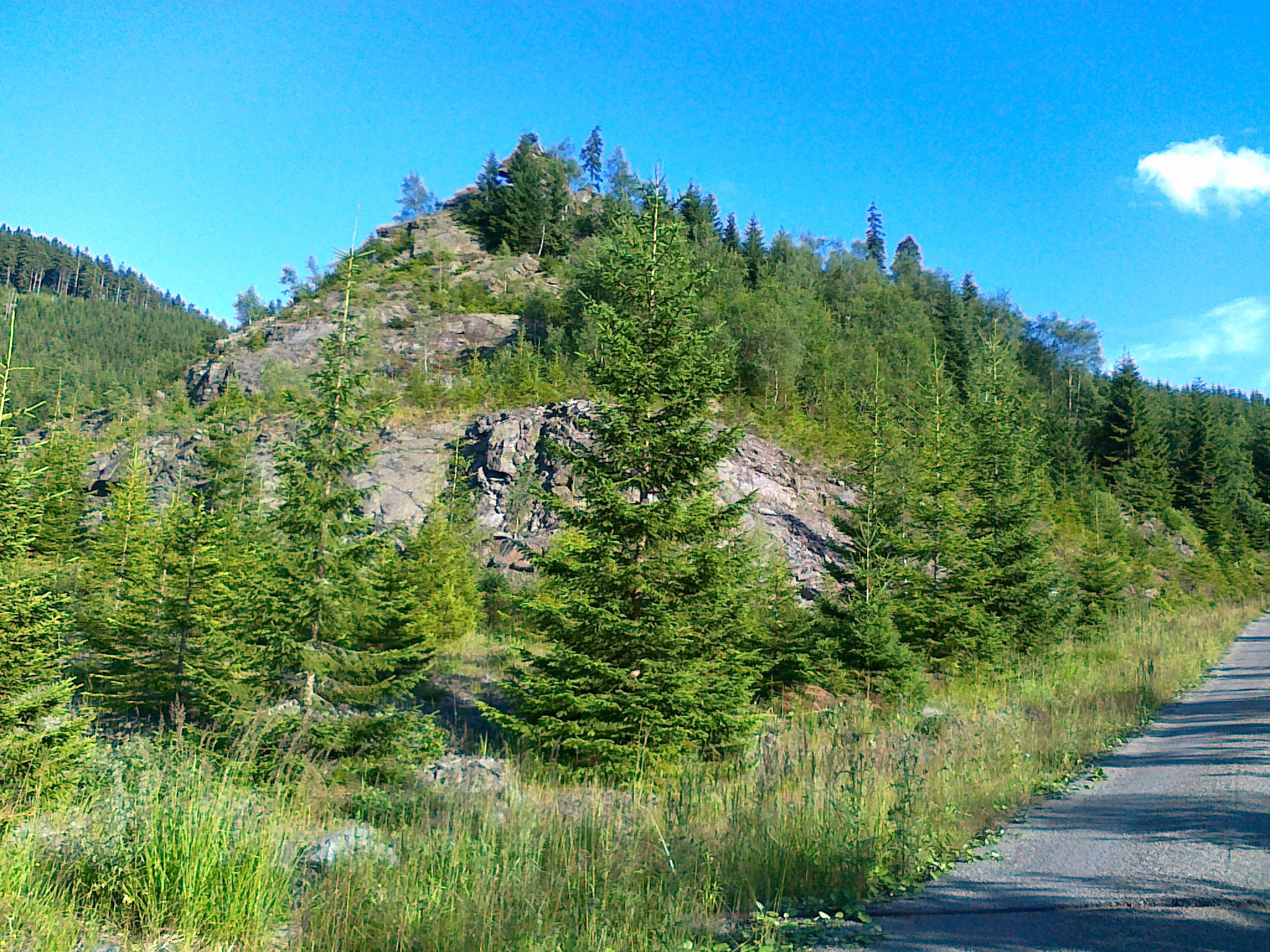
Widok z zielonego szlaku turystycznego, na grupę skalną ze szczytem Zámčisko–SZ (2017 rok)

Zámčisko poza szczytem głównym, ma również dwa szczyty drugorzędne, położone na grzbiecie głównym masywu Zámčisko, biegnącym na kierunku południowy wschód – północny zachód. Pierwszy Zámčisko–S  mający kopulasty kształt części szczytowej oraz nieco niżej położona (na końcu grzbietu Zámčiska) grupa skalna o długości około 200 m, z drugim drugorzędnym szczytem określonym jako Zámčisko–SZ lub też jako Jesenické Zámčisko. Szczyty Zámčisko i Zámčisko–S oddzielone są przełęczą położoną na wysokości 1250 m n.p.m.. Na skalisku drugorzędnego szczytu Zámčisko–S zaznaczono krzyżykiem najwyższy jego punkt  mający wysokość 1263,6 m n.p.m.. Oba drugorzędne szczyty są rozpoznawalne z biegnącego koło nich zielonego szlaku turystycznego . Dojście do drugorzędnego szczytu Zámčisko–SZ o urwiskowych stokach następuje ze ścieżki o długości około 350 m, biegnącej z górnej pętlicy na zielonym szlaku turystycznym .
| Szczyty drugorzędne Zámčisko |             |                   |                                 |                                               |  |
| Lp.                          | Szczyt      | Wysokość m n.p.m. | Odległość od szczytu głównego m | Współrzędne geograficzne                      |  |
| 1                            | Zámčisko–S  | 1264              | 410 na północny wschód          | 50°03′18,5″N 17°12′32,0″E/50,055139 17,208889 |  |
| 2                            | Zámčisko–SZ | 1040              | 1200 na północny wschód         | 50°03′38,3″N 17°12′05,8″E/50,060639 17,201611 |  |

### Stoki
W obrębie szczytu można wyróżnić trzy następujące zasadnicze stoki:
- północno-wschodni
- północno-zachodni
- zachodni

Wszystkie stoki są zalesione w zdecydowanej większości borem świerkowym, ze zmiennością wysokości zalesienia, z występującymi nielicznymi polanami i przerzedzeniami. U podnóża stoku północno-zachodniego występuje grupa skalna, z drugorzędnym szczytem Zámčisko–SZ, natomiast na stokach brak jest większych pojedynczych skalisk.
Stoki mają stosunkowo strome, jednolite i zróżnicowane nachylenia. Średnie nachylenie stoków waha się bowiem od 13° (stok północno-zachodni) do 23° (stok północno-wschodni). Średnie nachylenie wszystkich stoków góry (średnia ważona nachyleń stoków) wynosi około 16°. Maksymalne średnie nachylenie stoku północno-wschodniego, na wysokościach około 1150 m n.p.m., w pobliżu płynącego potoku Divoká Desná na odcinku 50 m nie przekracza 40°. Przez stok północno-zachodni i zachodni przebiega jedyna droga w obrębie wszystkich stoków, która została pokryta asfaltem na trasie od przystanku turystycznego o nazwie Zámčisko do skrzyżowania turystycznego U Františkovy myslivny oraz inne nieliczne, na ogół nieoznakowane ścieżki (m.in. w okolice grupy skalnej). Przemierzając je zaleca się korzystanie ze szczegółowych map, z uwagi na zawiłości ich przebiegu, zalesienie oraz zorientowanie w terenie.

### Geologia
Pod względem geologicznym Zámčisko ze stokami należy do jednostki określanej jako warstwy vrbneńskie i zbudowane jest ze skał metamorficznych: głównie fyllitów, fyllonitów (muskowitów, biotytów, chlorytów), gnejsów, amfibolitów, kwarcytów i blasto-mylonitów, skał osadowych głównie meta-zlepieńców oraz skał magmowych głównie meta-granitoidów.
Obszar Zámčiska był przedmiotem wielu badań geologicznych, w wyniku których stwierdzono w jego masywie występowanie takich minerałów jak baryt czy piryt. Bohuslav Fojt i Dušan Kopa podczas badań w 1995 roku stwierdzili ponadto występowanie w tym rejonie minerałów szlachetnych takich jak m.in.: granat, turmalin i cyrkon oraz wielu innych minerałów m.in.: apatytów, allanitów, epidotów i serycytów.

### Wody
Grzbiet główny (grzebień) góry Pradziad, biegnący od przełęczy Skřítek do przełęczy Červenohorské sedlo oraz dalej do przełęczy Ramzovskiej (cz. Ramzovské sedlo) jest częścią granicy Wielkiego Europejskiego Działu Wodnego, dzielącej zlewiska Morza Bałtyckiego i Morza Czarnego . 
Szczyt wraz ze stokami położony jest na północny zachód od tej granicy, należy więc do zlewni Morza Czarnego, do którego płyną wody m.in. z dorzecza Dunaju, będącego przedłużeniem płynących z tej części Wysokiego Jesionika górskich potoków (m.in. płynących w pobliżu potoków: Zámecký potok czy Divoká Desná). Ze stoku zachodniego płynie krótki, nienazwany potok będący dopływem wspomnianego potoku o nazwie Zámecký potok. W obrębie szczytu i stoków nie występują m.in. wodospady czy kaskady.

## Ochrona przyrody
Szczyt główny oraz górne części stoków od szczytu do wysokości (1260–1290) m n.p.m. znajdują się w otoczeniu narodowego rezerwatu przyrody Praděd powstałego w 1991 roku o powierzchni około 2031 ha, z połączenia 6 odrębnych rezerwatów: Petrovy kameny, Velká kotlina, Malá kotlina, Vrchol Pradědu, Divoký důl i Bílá Opava, będącego częścią wydzielonego obszaru objętego ochroną o nazwie Obszar Chronionego Krajobrazu Jesioniki (cz. Chráněná krajinná oblast (CHKO) Jeseníky), a utworzonego w celu ochrony utworów skalnych, ziemnych i roślinnych oraz rzadkich gatunków zwierząt. Na stokach nie utworzono żadnych obiektów nazwanych pomnikami przyrody oraz nie wytyczono żadnych ścieżek dydaktycznych.

## Turystyka
W obrębie szczytu i stoków nie ma żadnego schroniska lub hotelu górskiego, natomiast w odległości około 3 km w kierunku północno-wschodnim od szczytu, przy drodze Hvězda – Pradziad, na stoku góry Petrovy kameny znajdują się hotele górskie: Ovčárna i Figura oraz schronisko Sabinka. Nieco dalej, bo około 3,8 km na północny wschód od szczytu, na wieży Pradziad: hotel Praděd, około 3,2 km na północny wschód od szczytu schronisko Barborka i około 3 km na północny wschód od szczytu hotel Kurzovní chata. Ponadto w odległości około 1,3 km na północny zachód od szczytu położona jest jedna z najstarszych chat Wysokiego Jesionika Františkova myslivna, postawiona w 1865 roku przez rodzinę Kleinów, wówczas jako chata łowiecka. Obecnie służy jako niewielkie schronisko turystyczne z ograniczoną bazą noclegową, dysponujące tylko 16 miejscami (własność prywatna).
Kluczowym punktem turystycznym jest skrzyżowanie turystyczne położone w odległości około 1540 m na północny zachód od szczytu o nazwie (cz. Zámčisko) z podaną na tablicy informacyjnej wysokością 970 m, przez które przechodzi jedyny zielony szlak turystyczny . 

### Szlaki turystyczne, rowerowe i trasy narciarskie
Klub Czeskich Turystów (cz. Klub Českých Turistů) wytyczył w obrębie szczytu i stoków jeden szlak turystyczny na trasie:
 Skřítek – Ztracené skály – szczyt Ztracené kameny – szczyt Pec – szczyt Pecný – góra Břidličná hora – Jelení studánka – góra Jelení hřbet – przełęcz Sedlo nad Malým kotlem – góra Velký Máj – U Františkovy myslivny – góra Zámčisko–S – Zámčisko–SZ – U Kamenné chaty
Przez masyw Zámčisko nie przechodzi żaden szlak rowerowy. W jego obrębie nie poprowadzono również żadnej trasy narciarstwa biegowego i żadnej trasy narciarstwa zjazdowego.